# Pluto détective
Pour plus de détails, voir Fiche technique et Distribution.
Pluto détective (The Purloined Pup) est un court-métrage d'animation américain des studios Disney avec Pluto, sorti le 19 juillet 1946.

## Synopsis
Pluto, chien policier, poursuit le « dognappeur » Butch le bouledogue qui a enlevé le chiot Ronnie et réclame une rançon de 10 000 os.

## Fiche technique
- Titre original : The Purloined Pup
- Titre français :  Pluto détective
- Série : Pluto
- Réalisation : Charles A. Nichols
- Scénario : Harry Reeves, Jesse Marsh
- Animation : Jerry Hathcock, Ernie Lynch, George Nicholas, Robert Youngquist
- Décors : Nino Carbe
- Layout : Karl Karpé
- Musique : Oliver Wallace
- Production : Walt Disney
- Société de production : Walt Disney Productions
- Société de distribution : RKO Radio Pictures
- Format : Couleur (Technicolor) - 1,37:1 - Son mono (RCA Sound System)
- Durée : 7 min
- Langue : Anglais
- Pays :  États-Unis
- Date de sortie :
  - États-Unis : 19 juillet 1946[1]

## Voix originales
- Pinto Colvig : Pluto

## Titre en différentes langues
- Finlande : Varastettu koiranpentu
- Suède : Pluto som polishund

Source : IMDb